# IC 2776
IC 2776 ist eine Spiralgalaxie vom Hubble-Typ Scd? im Sternbild Löwe. Sie ist schätzungsweise 182 Millionen Lichtjahre von der Milchstraße entfernt.
Das Objekt wurde am 27. März 1906 von Max Wolf entdeckt.